# Frondina
Frondina es un género de foraminífero bentónico de la Subfamilia Ichthyolariinae, de la familia Ichthyolariidae, de la superfamilia Robuloidoidea, del suborden Lagenina y del orden Lagenida. Su especie tipo es Frondina permica. Su rango cronoestratigráfico abarca el Djulfiense (Pérmico superior).

## Discusión
Clasificaciones más recientes incluyen Frondina en la Subfamilia Frondininae de la Familia Frondinidae.

## Clasificación
Frondina incluye a las siguientes especies:
- Frondina appressaria †
- Frondina ovoidea †
- Frondina paraconica †
- Frondina parvula †
- Frondina permica †
  - Frondina permica var. allongee †
- Frondina turris †